# Doryopteris crenulans
Doryopteris crenulans là một loài thực vật có mạch trong họ Adiantaceae. Loài này được (Fée) H. Christ miêu tả khoa học đầu tiên năm 1900.